# Wimbledon Open 1991
Die Wimbledon Open 1991 im Badminton fanden vom 5. bis zum 8. September 1991 in London statt.

## Sieger und Platzierte
| Disziplin    | Gold                         | Silber                       | Bronze                          |
| ------------ | ---------------------------- | ---------------------------- | ------------------------------- |
| Herreneinzel | Poul-Erik Høyer Larsen       | Anders Nielsen               | Steve Butler                    |
| Herreneinzel | Poul-Erik Høyer Larsen       | Anders Nielsen               | Darren Hall                     |
| Dameneinzel  | Elena Rybkina                | Irina Serova                 | Pernille Nedergaard             |
| Dameneinzel  | Elena Rybkina                | Irina Serova                 | Felicity Gallup                 |
| Herrendoppel | Nick Ponting Dave Wright     | Andy Goode Chris Hunt        | Simon Archer Julian Robertson   |
| Herrendoppel | Nick Ponting Dave Wright     | Andy Goode Chris Hunt        | Trevor Darlington Paul Holden   |
| Damendoppel  | Julie Bradbury Gillian Clark | Gillian Gowers Sara Sankey   | Joanne Goode Alison Humby       |
| Damendoppel  | Julie Bradbury Gillian Clark | Gillian Gowers Sara Sankey   | Karen Beckman Joanne Muggeridge |
| Mixed        | Andy Goode Gillian Gowers    | Andrei Antropow Irina Serova | Nick Ponting Joanne Goode       |
| Mixed        | Andy Goode Gillian Gowers    | Andrei Antropow Irina Serova | Chris Hunt Karen Chapman        |